# Marija Kalabrijska
Marija Kalabrijska (talijanski Maria) (6. svibnja 1329. – 20. svibnja 1366.), grofica Albe, bila je talijanska plemkinja, kneginja Taranta i naslovna latinska carica Carigrada.

## Biografija
Marija je rođena 1329. godine te je bila peto dijete Karla, vojvode Kalabrije i njegove žene Marije Valois. Gospa Marija rođena je oko šest mjeseci nakon očeve smrti. Marijina je majka umrla tijekom hodočašća, 23. listopada 1331. godine. Marija i njena starija sestra Ivana odgojene su na dvoru svoga djeda u Napulju. Djed je umro 20. siječnja 1343. te je Ivana postala Ivana I., kraljica Napulja, dok je Marija dobila grofoviju Albu.
Marijin je prvi muž bio Karlo, vojvoda Drača. Par se vjenčao 21. travnja 1343. godine, dobivši petero djece:
- Luja (prosinac 1343. — 14. siječnja 1344.)
- Ivanu, vojvotkinju Drača
- Agnezu Dračku
- Klemenciju Dračku
- Margaretu Dračku

U dobi od 19 godina, Marija je postala udovica. Pobjegla je u Avignon. Marija je tražila utočište u rezidenciji pape Klementa VI. Godine 1348., kuga je dosegla Italiju, natjeravši mađarskog kralja da se povuče iz invazije na poluotok. Marija se vratila u Napulj.
Drugi suprug dame Marije bio je Robert, sin Huga IV., grofa Avellina i gospodara Bauxa. Hugo je ubijen po naredbi Marijina šogora, Ludovika Tarantskog. Ludovik je dao osloboditi Mariju, ali je njen suprug Robert bio zatočen po Ludovikovoj naredbi, a po Marijinoj, ubijen je. Nedugo nakon suprugove smrti, Mariju je dao zatočiti sam Ludovik, koji ju je oslobodio, ali tek nakon što se udala za njegovog brata, Filipa II. Tarantskog. Marija i Filip imali su tri sina. Marija je postala carica Carigrada brakom.
| Pretendentske titule        | Pretendentske titule                                                                                                   | Pretendentske titule           |
| --------------------------- | --- | ------------------------------ |
| prethodnik Marija Burbonska | — NASLOVNA TITULA — latinska carica Konstantinopola Razlog za izostanak nasljedstva: osvajanje Nicejskog carstva 1261. | nasljednik Elizabeta Slavonska |